# هم‌کافت
هم‌کافت (به انگلیسی: Homolysis) فرایندی است در دانش شیمی که طی آن یک پیوند به صورت کاملاً همگن به دو قسمت مساوی شکسته می‌شود و دو رادیکال آزاد را تشکیل می‌دهد.

## زیست‌شناسی
در زیست‌شناسی ، هم‌کافت به تشکیل دو سلول دختری هم‌اندازه از یک سلول اصلی گفته می‌شود.